# فلورين مارين
فلورين مارين (بالرومانية: Florin Marin)‏ هو لاعب كرة قدم ومدرب كرة قدم روماني في مركز قلب الدفاع، ولد في 19 مايو 1953 في بوخارست في رومانيا. شارك مع منتخب رومانيا تحت 21 سنة لكرة القدم. أما مع النوادي، فقد لعب مع رابيد بوخارست وستيوا بوخارست.

## وصلات خارجية
- فلورين مارين على موقع قاعدة بيانات كرة القدم.إي يو (الإنجليزية)
- فلورين مارين على موقع عالم كرة القدم.نت (الإنجليزية)